# Helen Muspratt
Pour les articles homonymes, voir Muspratt.
Helen Muspratt, née en 1907, morte en 2001, est une photographe britannique, principalement connue pour ses portraits et ses photographies documentaires dans les années 1930.

## Carrière
En 1932, Helen Muspratt en compagnie de la photographe Lettice Ramsey (en) ouvre à Cambridge, puis à Oxford, le studio Ramsey & Muspratt. Leur association dure jusqu'en 1945. Elles y photographient durant les années 1930 la fine fleur du monde intellectuel et de gauche, comme Virginia Woolf, Charles Percy Snow, Dorothy Hodgkin, Guy Burgess, Donald Maclean, Anthony Blunt ou Julian Bell. Helen Muspratt utilise en particulier la technique de la solarisation, popularisée par Man Ray.
Marié à Jack Dunman, membre du parti communiste, Helen Muspratt visite l'Union soviétique lors d'un voyage organisé par le VOKS en 1936. Devenue elle-même membre du parti communiste, elle réalise en 1937 sur commande du Left Book Club (en) une série photographique documentaire sur les mineurs et les paysans du Pays de Galles et de Liverpool. Après la Seconde Guerre mondiale elle gagne sa vie en faisant principalement des portraits en studio, ainsi que des photographies de mariage.